# 1208
1208 (MCCVIII) je bilo prestopno leto, ki se je po julijanskem koledarju začelo na torek.

## Dogodki

### Evropa

#### Povod v albižansko križarsko vojno
- 15. januar - Umor papeškega legata Petra iz Castelnauja, ki je touluškega grofa Rajmonda VI. preiskoval zaradi suma katarske herezije. Umor papeškega legata, ki po vseh določilih uživa imuniteto v kraju preiskave, sproži hitro zaporednje dogodkov, ki privedejo do nove križarske vojne proti katarom, tokrat v južni Franciji.↓
- → Papež Inocenc III. nemudoma izobči grofa Rajmonda VI. Touluškega. Ta se sicer odpravi na pokoro v Rim, kjer papeža prepriča v svojo nedolžnost. Papež se ga usmili in prekliče izobčenje, toda nove križarske vojne ne prekliče.↓
- → Za novo križarsko vojno papež Inocenc III. pozove francoskega kralja Filipa II. 1209 ↔
- Še isto leto je za svetnika razglašen mučeniški papeški legat Peter iz Castelnauja.

#### Nemčija
- 21. junij - Zaradi osebne zamere je umorjen (štaufovski) nemški kralj Filip Švabski. Morilec je bavarski deželni grof Oton VIII. Wittelsbaški, povod pa Filipovo posredovanje v sporu med grofom Wittelsbaškim in spodnješlezijskim vojvodom Henrikom I., ki grofu ni hotel predati v zakon hčerke, saj je dvomil v duševno zdravje zaročenca.
- Po umoru je zaradi nevpletenosti v umor ponovno kandidat za nemškega kralja že politično odpisani (velfovski) nemški kralj Oton Braunschweigovski.↓
- → Rivalski hiši Welf in Hohenstaufen skleneta mir. Pogoj za podporo je Otonov podpis, da se odpoveduje dednemu nasledstvu kraljevine Nemčije (in s tem Svetega rimskega cesarstva).
- 2. november - Umre en od elektorjev za nemškega kralja kölnski nadškof  Bruno IV. iz Sayna.
- 11. november - Kljub enemu glasu manj od sedmih je za novega (starega) nemškega kralja soglasno izvoljen  dedni braunschweigovski vojvoda Oton IV. Nemški. 1209 ↔
- 22. november - Potrjen je novi (velfovski) kölnski nadškof Teodorik I. iz Hengebacha.

#### Ostalo po Evropi
- 31. januar - Bitka pri Leni: švedski princ  Erik Knutsson iz hiše Erik z mnogo manjšo vojsko pešakov spodnese oblast in odvrne napad švedskega kralja Sverkerja II. iz hiše Sverker, ki mu je danski kralj Valdemar II. dal na razpolago močno vojsko vitezov-konjenikov. 1210 ↔
- 24. februar - Ponovna vizija mladega meniha Frančiška Bernardoneja, v kateri doume pomen uboštva za kristjana. 1210 ↔
- 24. marec - Ker angleški kralj Ivan Brez zemlje vztrajno zavrača papeškega nastavljenca Štefana Langtona za canterburyjskega nadškofa, papež Inocenc III. postavi Anglijo pod interdikt in prepove opravljati vse obrede razen krstov in obredov za umirajoče. 
  - Odziv kralja Ivana je oster. Papeževo potezo obravnava kot vojno napoved in hkrati začne preganjati papeške lojaliste. Ker ni poročil o kakšnih uporih, interdikt v praksi verjetno ni stopil v veljavo. 1209 ↔
- junij - Bitka pri Beroji: zmaga Bolgarov pod vodstvom carja Borila proti križarjem Latinskega cesarstva, ki jih vodi cesar Henrik Flandrijski. Ob težkih izgubah se križarska vojska komaj uspe rešiti in ob stalnem nadlegovanju Bolgarov umakniti v Filipopolis. ↓
- → Bitka pri Filipopolisu: vsaj desetkrat manj številni križarji odbijejo napade Bolgarov in napad usmerijo neposredno na vojaški oddelek carja Borila, ki se poražen umakne proti goram, ostala vojska pa za njim.
- Peloponez: v križarski Ahajski kneževini še vedno vztrajajo redka utrjena gnezda grškega odpora proti križarjem. Eno od njih je Korint, oziroma njegova akropola v bližini, kjer se upira grški baron (despot) Leo Sgouros. Naveličan večletnega obleganja se požene v smrt, vendar njegovi vojščaki vztrajajo proti križarjem še do naslednjega leta.
- Sicilskemu kralju Frideriku I. je priznana polnoletnost. Njegov prvi cilj je s pomočjo podpornikov pridobiti oblast nad ostalo južno Italijo, ker so si lokalne rodbine za časa regentstva uzurpirale oblast. Istega leta papež Inocenc III. seznani 14 letnega kralja Sicilije Friderika I. s skoraj za polovico starejšo madžarsko kraljico-vdovo Konstanco Aragonsko. 1209 ↔
- Livonija, Baltik: začetek dolgotrajne pokristranjevalne vojne (1208-27), ki jo vodijo nemški in danski križarji ob pomoči pokristjanjenjih plemen proti estonskim in baltskim poganom. Odpor poganov vodi Lembitu iz Lehole (vladar dežele Sakla), ki pa mu ne uspe združiti estonskih plemen v boju proti križarjem.
- Danski kralj Valdemar II. razširi svoj vpliv na severno nemško pokrajino Schleswig.

### Azija
- 15. april - Velik požar v Hangzhouju, prestolnici Južnega Songa, ki traja več kot 4 dni. Uniči preko 50.000 hiš na 5 km². Po požaru je najdeno zgolj nekaj čez 50 trupel, verjetno pa je mrtvih precej več, le da jih je močna vročina upepelila.
- Nikejsko cesarstvo: potem ko nikejski cesar Teodor I. Laskaris nastavi novega konstantinopelskega patriarha (v izgnanstvu) Mihaela IV., se da kronati za bizantinskega cesarja.
- Umrlega velikega mojstra viteškega reda križnikov Otta von Kerpna nasledi Heinrich von Tunna, 3. veliki mojster po seznamu.
- Karakitaj: Kučluk, mongolski princ poraženih Najmanov, je kot svetovalec kana Yelü Zhiluguja sprejet na karakitanski dvor.
- 29. december - Cesarstvo Jin: umorjenega cesarja Zhangzonga nasledi uzurpator Weishaowang.

## Rojstva
- 2. februar - Jakob I., aragonski kralj († 1276)

Neznan datum
- Berke, kan Zlate horde († 1266)
- Gissur Thorvaldsson, islandski vojščak († 1268)
- Oton III., burgundski grof, vojvoda Meranije († 1248)
- Simon de Montfort, angleški plemič in državnik, 6. grof Leicester († 1265)
- Smbat Sparapet, armenski kronist († 1276)

## Smrti
- 15. januar - Peter iz Castelnauja, cisterijanski menih, papeški legat
- 22. april - Filip Poitouški, angleški škof Durhama
- 21. junij - Filip Švabski, vojvoda, nemški kralj (* 1177)
- 2. november - Bruno IV. iz Sayna, kölnski nadškof (* 1165)
- 27. avgust - Irena Angelina, bizantinska princesa, nemška kraljica, soproga Filipa Švabskega (* 1177)
- 9. november - Sanča Kastiljska, aragonska kraljica (* 1154)

Neznan datum
- Hölun, mongolska plemkinja, Džingiskanova mati
- Leo Sgouros, grški (korintski) despot
- Otto von Kerpen, 2. veliki mojster viteškega reda križnikov